# 波尔泰达斯佩 (上加龙省)
波尔泰达斯佩（法語：Portet-d'Aspet）是法国上加龙省的一个市镇，属于圣戈当区（Saint-Gaudens）阿斯佩县（Aspet）。该市镇总面积13.93平方公里，2009年时的人口为72人。

## 人口
波尔泰达斯佩人口变化图示